# Näset (på Norrskata, Korpo)
Näset är en halvö i Finland.   Den ligger i landskapet Egentliga Finland, i den sydvästra delen av landet, 190 km väster om huvudstaden Helsingfors. Näset ligger på ön Norrskata.